# 畠中敏郎
畠中 敏郎（はたけなか としお、1907年1月10日 - 1998年6月25日）は、フランス文学・比較文学者。
高知県香美郡岸本町（現香南市香我美町）出身。1927年大阪外国語学校仏語科卒、京都帝国大学助手、1931年大阪外語専任講師、1936年助教授、1938年教授、1944年陸軍教授となりサイゴンに勤務、1946年復員、1947年天理語学専門学校教授、1949年天理大学教授、1951年大阪外国語大学教授、1955年初めての渡仏、1971年定年退官、名誉教授、琉球大学教授を務めた。フランス政府より数次にわたりシュヴァリエに叙勲される。南仏について研究、プロヴァンス語も研究し、のち琉球の芸能についても論をなした。

## 著書
- 『仏印風物誌』生活社 1943
- 『比較文学の小道』畠中敏郎先生論集刊行会(大阪外国語大学フランス会内) 1973
- 『組踊と大和芸能』ひるぎ社 1994

### 翻訳
- シャトーブリアン『アタラ・ルネ』岩波文庫 1938
- アルフォンス・ドーデー『アルプスのタルタラン』白水社 1939 のち岩波文庫
- シャトブリャン『グラナダの悲歌』養徳社 1949
- ジョルジュ・サンド『ジェルマンの恋』養徳社 1949
- ドーデー『タラスコンみなと』1955 岩波文庫
- シャルル・モラース『ミストラルの智慧』青山社 1987